# Gombodschawyn Dsandanschatar
Gombodschawyn Dsandanschatar (Alternativname: Gombojavyn Zandanshatar; mongolisch Гомбожавын Занданшатар; * 18. März 1970 in Baatsagaan, Bajanchongor-Aimag) ist ein mongolischer Politiker der Mongolischen Volkspartei (MVP), der zwischen 2004 und 2012 Mitglied des Großen Staats-Churals sowie von 2009 bis 2012 Außenminister war. Von 2016 bis 2025 war er wieder Mitglied sowie von 2019 bis 2024 Vorsitzender des Großen Staats-Churals und damit Parlamentspräsident. Seit dem 13. Juni 2024 ist er Premierminister der Mongolei.

## Leben
Gombodschawyn Dsandanschatar besuchte von 1977 bis 1987 die Sekundarschule Nr. 77 in Ulaanbaatar und begann daraufhin ein Studium der Finanz- und Wirtschaftswissenschaften am Staatlichen Institut für Volkswirtschaft in Irkutsk, welches er 1992 beendete. Nach seiner Rückkehr war er zwischen 1992 und 1995 am Forschungszentrum für Marketing und Unternehmen sowie als Dozent an der Fakultät für Finanz- und Wirtschaftswissenschaften des Instituts für Handel und Industrie tätig. Danach wechselte er zur Landwirtschaftsbank Khan/XAAN Bank und war dort von 1995 bis 1998 nacheinander als Ökonom, Mitarbeiter der Außenhandelsabteilung, verantwortlicher Manager für Strukturwandel sowie zuletzt als Direktor der Außenhandelsabteilung tätig. Daraufhin arbeitete er zwischen 1998 und 2000 als Manager des Ausbildungszentrums, Bevollmächtigter Delegierter und Mitglied des Konkursverwaltungsteams bei der Mongol Bank, ehe er von 2000 bis 2004 als stellvertretender Generaldirektor der Mongol Bank fungierte. Während seiner Tätigkeiten bei den Banken besuchte er auch verschiedene Kurse im Bereich Wirtschaftsmanagement in den USA, Indien, Schweden, Deutschland und Südkorea. Nach seinem Ausscheiden bei der Mongol Bank war er zwischen 2003 und 2004 Vize-Minister für Ernährung und Landwirtschaft.
Bei der Parlamentswahl 2004 wurde Gombodschawyn Dsandanschatar für die Mongolische Volkspartei MVP (Монгол Ардын Нам) im Wahlkreis Nr. Bajanchongor zum ersten Mal zum Mitglied des Großen Staats-Churals (Улсын Их Хурал) gewählt. Innerhalb der MVP war er zwischen Juni 2005 und Oktober 2007 Mitglied des Kleinen Churals und des Führungsrates der Partei sowie zugleich von November 2005 bis Dezember 2007 Vorsitzender der Mongolischen Demokratischen Sozialistischen Jugendvereinigung, der Jugendorganisation der MVP. Bei der Parlamentswahl am 29. Juni 2008 wurde er im neu geschaffenen drei Mandate zählenden Wahlkreis der Bajanchongor-Aimag wiedergewählt. 2009 wurde er wieder Mitglied des Kleinen Churals der MVP. Nachdem Süchbaataryn Batbold am 29. Oktober 2009 neuer Premierminister der Mongolei wurde, übernahm er als dessen Nachfolger am 12. November 2009 das Amt als Außenminister und hatte dieses bis zum 9. August 2012 inne. Bei der Parlamentswahl am 28. Juni 2012 kandidierte er wieder im Wahlkreis der Bajanchongor-Aimag, der aber nur noch zwei Abgeordnete entsandte. Dabei belegte er jedoch nach den Kandidaten Chaltmaagiin Battulga und Dashdondogiin Ganbat von der Demokratischen Partei DP (Ардчилсан нам) jedoch nur den dritten Platz und musste aus dem Großen Staats-Chural ausscheiden.

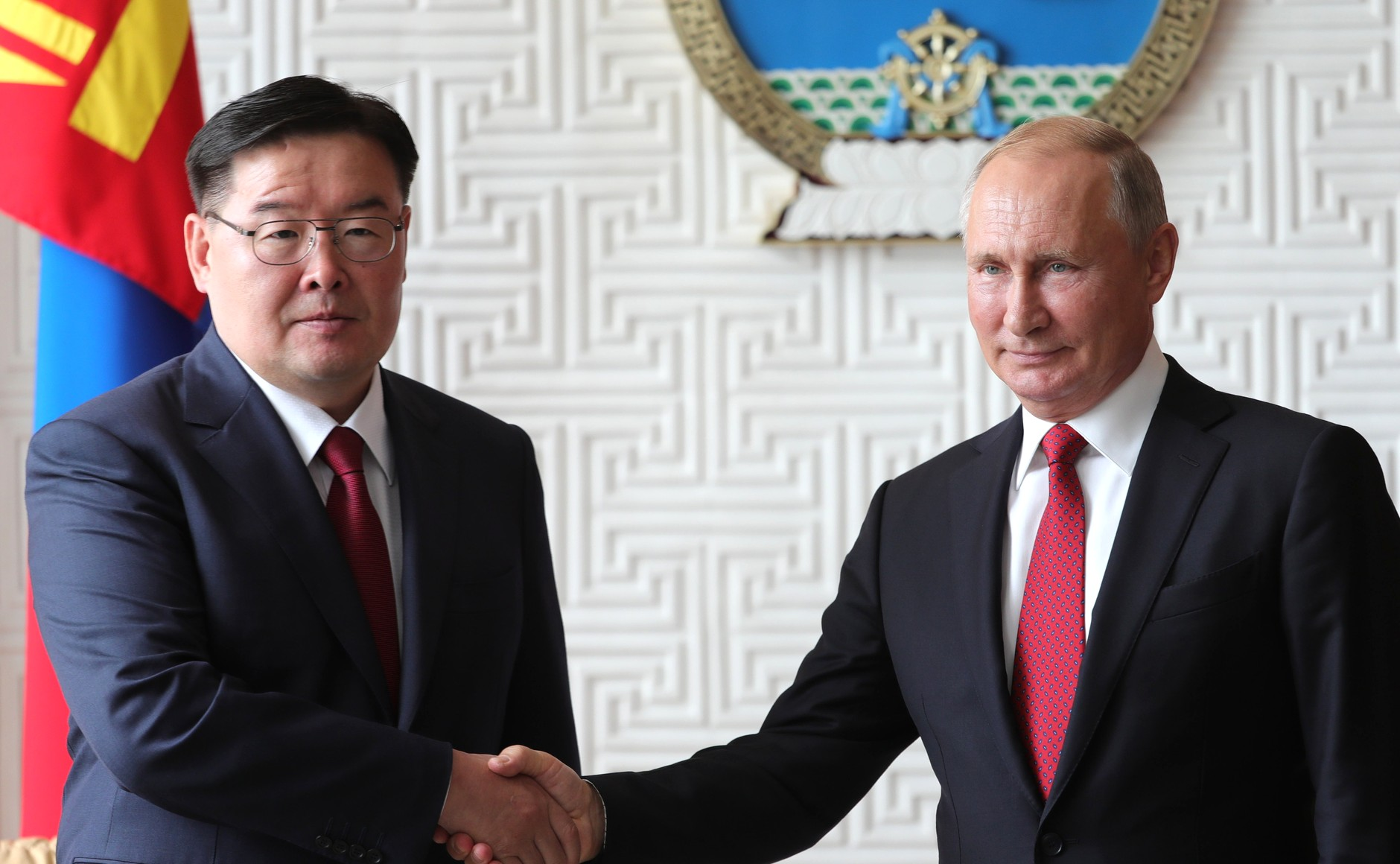
Gombodschawyn Dsandanschatar mit Wladimir Wladimirowitsch Putin (3. September 2019)

Nach der Wahlniederlage der MVP bei den Wahlen am 28. Juni 2012 verlor Süchbaataryn Batbold im Juli 2012 seine Funktion als Vorsitzender der MVP und wurde von Ölziisaikhanyn Enkhtüvshin abgelöst, während Gombodschawyn Dsandanschatar als Nachfolger von Uchnaagiin Chürelsüch neuer Generalsekretär der MVP wurde. Auf dem MVP-Parteitag im Oktober 2013 übernahm von Mijeegombyn Enchbold von Ölziisaikhanyn Enkhtüvshin die Funktion als Parteivorsitzender und Jamyangiin Mönkhbat von ihm als Generalsekretär. Er war daraufhin 2012 Honorarprofessor an der Staatlichen Universität für Wirtschaft und Recht des Baikalgebiets sowie zwischen 2013 und 2015 Gastgelehrter (Visiting Scholar) am Centre for Democracy, Development and Rule of Law der Stanford University. Bei der Wahl am 29. Juni 2016 wurde er für die MVP im Wahlkreis Nr. 7 Bajanchongor-Aimag wieder zum Mitglied des Großen Staats-Churals gewählt und gehört diesem nach seiner Wiederwahl bei der Wahl am 24. Juni 2020 seither wieder an.
Im Kabinett von Premierminister Uchnaagiin Chürelsüch übernahm Gombodschawyn Dsandanschatar 2017 den Posten als Chef des Kabinettsamtes im Range eines Ministers und bekleidete dieses bis zum 2. Februar 2019, woraufhin Luwsannamsrain Ojuun-Erdene seine Nachfolge antrat. Er selbst wurde am 1. Februar 2019 Nachfolger von Mijeegombyn Enchbold als Vorsitzender des Großen Staats-Churals und damit als Parlamentspräsident. In dieses Amt wurde er auch nach der konstituierenden Sitzung nach der Wahl am 24. Juni 2020 bestätigt.
Für seine Verdienste wurde Gombodschawyn Dsandanschatar, der neben Mongolisch auch Englisch und Russisch spricht, unter anderem 2009 mit dem Orden des Polarsterns sowie 2011 mit dem Titel „außerordentlicher und bevollmächtigter Botschafter“ geehrt.

## Hintergrundliteratur
- Alan J. K. Sanders: Historical Dictionary of Mongolia, Rowman & Littlefield, 2017, ISBN 978-1-5381-0227-5, S. 899 f. (Onlineversion (Auszug))